# Tamos de Memfis
Tamos (Ταμώς) fou un militar persa. Era nascut a Memfis i fou lloctinent de Jònia sota el sàtrapa Tisafernes de Lídia. El 412 aC es va unir a Astíoc, l'almirall espartà, en l'intent de traslladar als habitants de Clazòmenes a Dafos, la costa continental, fora de l'abast de la flota atenenca. El 411 aC Tisafernes va anar a Aspendos amb la intenció d'ajudar els espartans amb la flota fenícia i va deixar encarregat a Tamos del manteniment de les forces peloponèsies en la seva absència. Més tard Tamos es va posar al servei del sàtrapa Cir el Jove i fou el seu almirall (401 aC); va bloquejar Milet que refusava reconèixer a Cir i mantenia la lleialtat a Tisafernes; després va avançar a l'est amb la flota, i es va reunir amb les forces de terra de Cir a Issos a Cilícia. A la mort de Cir, i l'enfonsament de la seva revolta, Artaxerxes va enviar a Tisafernes a l'Àsia Menor per recuperar el seu govern; Tamos va fugir a Jònia amb els seus tresors i els seus fills, menys un (Glus) i després va embarcar cap a Egipte. El faraó Psamètic el va fer matar junt amb els seus fills per apoderar-se dels seus diners i naus.